# Tom Dalgety
Tom Dalgety é um produtor musical e engenheiro de áudio inglês. Ele é mais conhecido por seu trabalho com Pixies, Ghost, e Royal Blood.
Em 2019, ele foi indicado ao Grammy Awards para Melhor Álbum de Rock por sua produção no álbum Prequelle, do Ghost, e para Melhor Canção de Rock pela sua produção e composição na faixa "Rats", também do Ghost.

## Biografia
Dalgety nasceu em Oxford, Oxfordshire. Ele cresceu em Frome, Somerset, e começou sua carreira trabalhando no Rockfield Studios no País de Gales.
O álbum de estreia autointitulado do Royal Blood, produzido por Dalgety e a banda, foi lançado em agosto de 2014. Foi indicado ao Mercury Prize 2014 de melhor álbum. Ele estreou em primeiro lugar na UK Albums Chart e recebeu a certificação do disco de platina (BPI). Dalgety também trabalhou com a banda em seu segundo álbum How Did We Get So Dark?, que também entrou direto no topo da UK Albums Chart.
Em 2015, Dalgety ganhou o prêmio de "Produtor Revelação do Ano" no prêmio Music Producers Guild (MPG) do Reino Unido.
Em 2016, ele foi indicado como "Produtor Britânico do Ano" no BRIT Awards por seu trabalho no álbum autointitulado de estreia do Royal Blood.
Em 2016, Dalgety produziu o EP Popestar para o Ghost, que alcançou o primeiro lugar na parada de álbuns de rock da Billboard.
Em janeiro de 2017, o single "Square Hammer" retirado do EP posteriormente alcançou o primeiro lugar na parada Mainstream Rock Song da Billboard. E em fevereiro de 2017, o Ghost recebeu o prêmio sueco Grammis com o EP Popestar vencendo a categoria de melhor álbum de Hard Rock/Metal.
Dalgety foi nomeado "Produtor do Ano do Reino Unido" pela segunda vez pelo Music Producers Guild (MPG) Awards 2018. No final de 2018, Dalgety foi indicado ao 60º Grammy Awards por seu trabalho de produção no álbum do Ghost, Prequelle - indicado para Melhor Álbum de Rock, e por sua produção e composição na faixa "Rats" - indicada para Melhor Canção de Rock, também da banda Ghost.

## Prêmios e indicações
- 2015 - ganhou o prêmio de "Produtor Revelação do Ano" no Music Producers Guild (MPG) Awards[18]
- 2015 - ganhou o prêmio de "Produtor Musical/Engenheiro do Ano" na revista Resolution Creative Awards[19]
- 2016 - nomeado para "Produtor do Ano do Reino Unido" no Music Producers Guild (MPG) Awards[20]
- 2016 - nomeado para "Produtor Britânico do Ano" no BRIT Awards[21]
- 2018 - nomeado para "Produtor do Ano do Reino Unido" no Music Producers Guild (MPG) Awards[17]
- 2019 - nomeado para Melhor Álbum de Rock ("Prequelle" de Ghost) no 61º Grammy Awards[9]
- 2019 - nomeado para Melhor Canção de Rock ("Rats" de Ghost) no 61º Grammy Awards[9]

## Créditos
Dalgety trabalhou com artistas como:
- The Cult
- Pixies
- Rammstein
- Ghost
- Royal Blood
- Opeth
- Killing Joke
- Simple Minds
- The Maccabees
- The Amazons
- Blood Red Shoes
- Inheaven